# Icierre Lamezia Beach Soccer
La Icierre Lamezia è una società sportiva italiana di beach soccer della città di Lamezia Terme. Milita dal 2022 in Serie A.

## Storia
La società nasce nel 2022 come costola dell'omonima squadra militante nei campionati di Calcio a 5. Si distingue per un importante impiego di calciatori locali e per un occhio di riguardo sui giovani: la società infatti per due anni consecutivi si è laureata vice-campione nazionale Under 20. Nel 2024 i calciatori neroverdi Flavio Verso e Samuele Martino vengono convocati dalla Nazionale Italiana.